# Bérénice IV
Pour les articles homonymes, voir Bérénice.
Bérénice IV est une princesse de la dynastie lagide qui règne sur l'Égypte de 58 à 55 av. J.-C. Son père est Ptolémée XII Aulète Néos Dyionisos.

## Généalogie
Sœur aînée de Cléopâtre VII, de Ptolémée XIII, de Ptolémée XIV et d'Arsinoé IV, elle épouse en premières noces Séleucos VII surnommé Kybiosaktes (terme désignant le travail de découpe du thon) à une date qui est inconnue. Séleucos est assassiné en 56 av. J.-C., peut-être sur l'ordre de son épouse.

## Règne

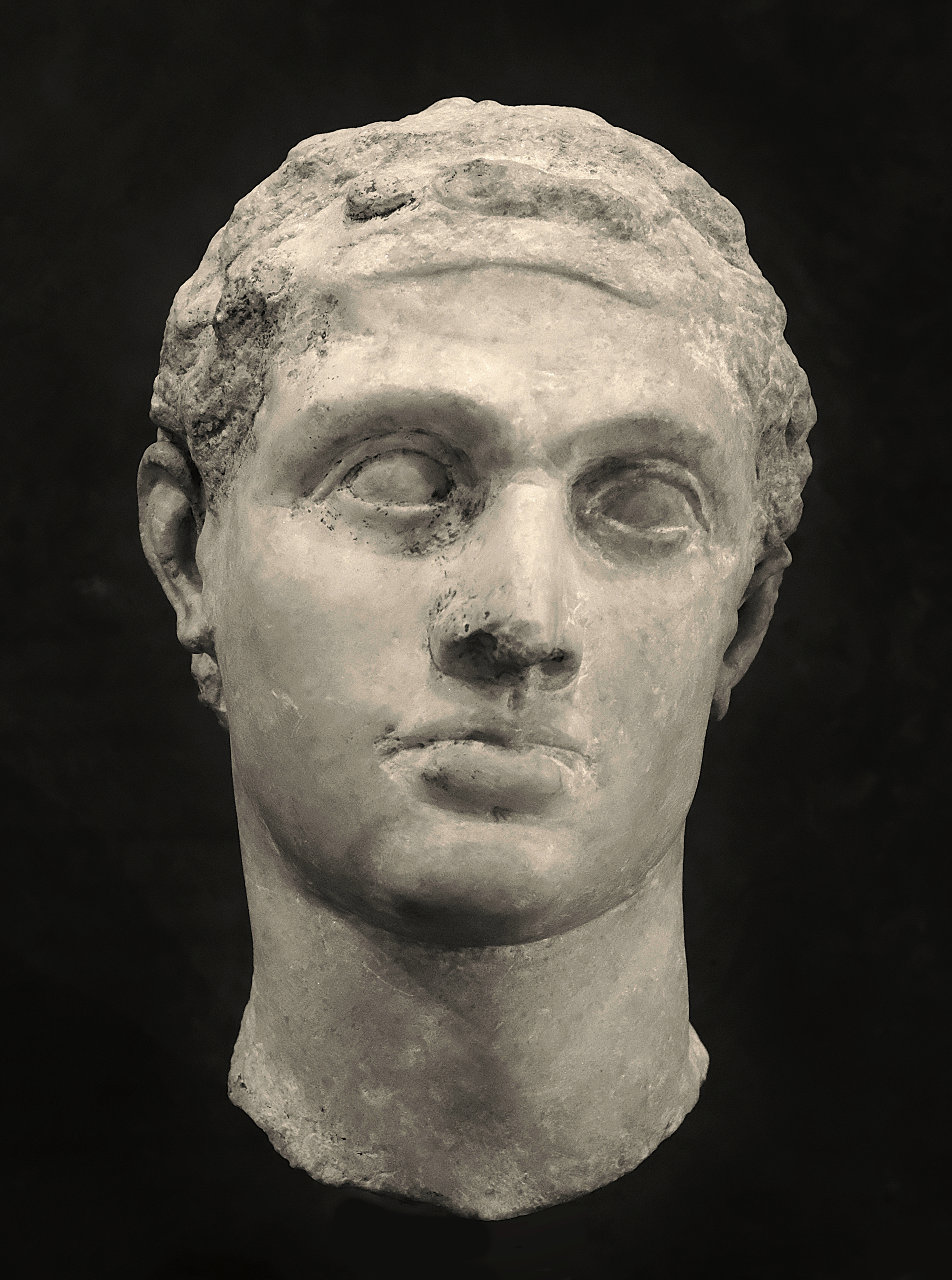
Buste de Ptolémé XII, le père de Bérénice. Louvre.

En 58 av. J.-C., le peuple d'Alexandrie se révolte contre son père, coupable selon lui d'inertie face à Rome puisqu'il n'a rien fait pour empêcher l'annexion de Chypre par la République romaine. 
Ptolémée XII est renversé et Bérénice portée sur le trône. Peu après la mort de Séleucos, elle épouse Archélaos de Comana, grand-prêtre du temple de Bellone et soi-disant fils de Mithridate VI. 
Pendant trois années, Ptolémée tente d'obtenir le soutien des Romains pour revenir au pouvoir et y parvient en corrompant le gouverneur de Syrie, Aulus Gabinius. Celui-ci envahit l'Égypte avec ses troupes en 55 av. J.-C.
Ptolémée XII, à peine réinstallé au pouvoir par le légat romain, fait exécuter sa fille Bérénice.